# Coniraya (cràter)

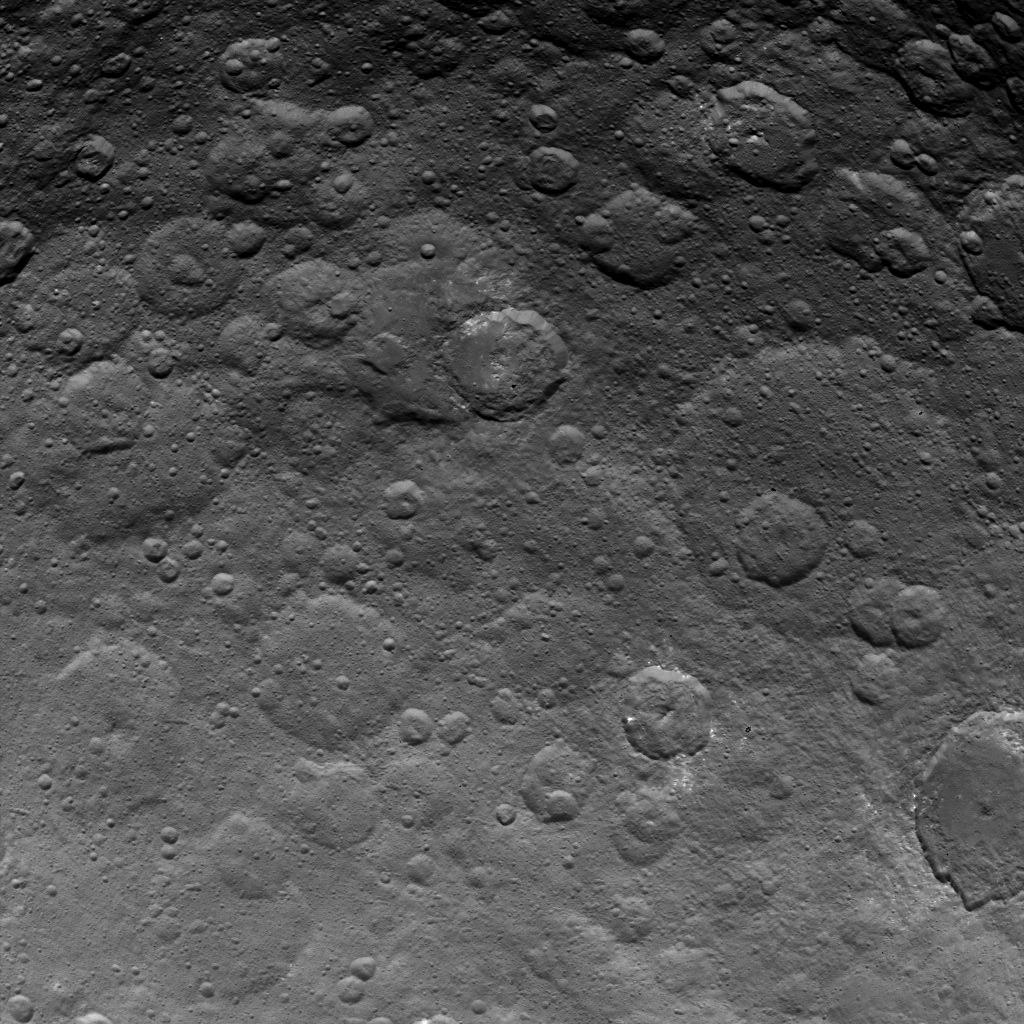
Cràter Coniraya.

Coniraya és un cràter sobre la superfície del planeta nan Ceres, situat amb el sistema de coordenades planetocèntriques a 48.11 ° de latitud nord i 75.89 ° de longitud est. Fa un diàmetre de 135 km. El nom va ser fet oficial per la UAI el tres de juliol del 2015 i fa referència a Coniraya, divinitat de la mitologia inca, inventor de sistemes de terrasses i reg.